# Cão-selvagem-asiático
O cão-selvagem-asiático (Cuon alpinus) é uma espécie da família Canidae. Também é conhecido como dhole, raposa-asiática-dos-montes, cão-selvagem-hindu, cão-vermelho, cão-asiático e caçador-de-assobio (devido ao som semelhante a um assobio que pode emitir).

## Etimologia e classificação
"Cuon" quer dizer cachorro em grego, e "alpinus" alpino (derivado de montanha) em latim. Assim os meios de nomes científicos do Cuon alpinus significa cachorro montês ou montanhês. 
Dentro da família, o cão-selvagem-asiático é colocado em um gênero próprio que tem origem pós Pleistocênica. O cão-selvagem-asiático foi uma espécie distinta durante milhares de anos. Tem mais proximidade genética com os chacais do que com os lobos.
Mas este animal também é relacionado ao gênero Canis, sendo considerado, por alguns cientistas, parte do gênero "Canis". Outro gênero relacionado é o Lycaon (o gênero do cão-selvagem-africano). 

## Características
Geralmente, o cão-selvagem-asiático é mais ativo no início da manhã, e às vezes à noite. Acredita-se que existam três subespécies geográficas: peninsular, Himalaiana e trans-Himalaiana. O cão-selvagem-asiático pode viver 16 anos em cativeiro. 
Seu corpo mede em torno de 90 cm, a cauda pode variar de 40 a 45 cm e mede cerca de 50 cm do chão até a altura do ombro. Os animais que vivem na Rússia costumam ser maiores. Têm um peso aproximado de 12 a 20 Kg.

## Habitat
O dhole (cão-selvagem-asiático) vive em vários tipos de habitat, como florestas densas, florestas caducifólias e até áreas montanhosas. 

## Alimentação
Come frutas silvestres, insetos e lagartos. Em bandos, também costumam caçar outros mamíferos, desde roedores até cervos. Entre os mamíferos prediletos estão porcos selvagens, lebres, cabras selvagens, carneiros e, ocasionalmente, macacos.

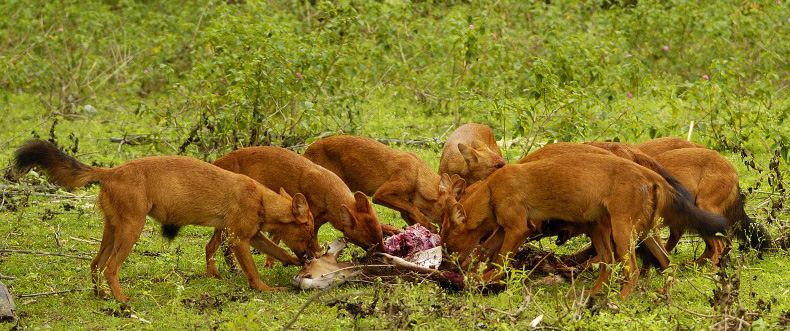
Grupo de cães-selvagens-asiáticos devorando um chital, em Bandipur, Índia, 2012

O cachorro selvagem asiático é considerado por muitos um assassino cruel devido a forma como mata suas presas. Diferente da maioria dos outros canídeos, o cachorro-selvagem-asiático raramente mata mordendo o pescoço da presa. Os grandes mamíferos são atacados pelas costas, enquanto os menores são pegos por qualquer parte do corpo. Os pequenos são mortos por uma rápida mordida na cabeça e os grandes são estripados. As presas maiores raramente morrem do ataque, mas sim pelo sangue perdido e pelo choque sofrido enquanto seus intestinos, cabeça, fígado e olhos são devorados.

Os cães-selvagens-asiáticos competem por comida, não brigando, mas pela rapidez com que podem comer. Um animal adulto pode comer mais de 4 Kg de carne em uma hora. Dois ou três animais podem matar um cervo de 50 Kg e em menos de 2 minutos eles começam a comê-lo antes de morto. 
Caçam principalmente durante o dia. A maioria das caçadas envolve todos os membros adultos do grupo, mas indivíduos solitários também abatem pequenos mamíferos. Normalmente as presas são localizadas pelo cheiro. Se a vegetação alta estiver escondendo sua presa, o cão-selvagem-asiático pode dar saltos no ar ou ficar de pé sobre as patas traseiras na tentativa de avistar a presa.

## Distribuição geográfica
O cão-selvagem-asiático vive em florestas (secas, úmidas e tropicais), mas ocasionalmente também são encontrados em estepes abertas e pradarias. Na Rússia, vivem em florestas de altitudes elevadas.
No passado, o cão-selvagem-asiático era encontrado em uma vasta extensão do continente asiático. Atualmente pode ser encontrado em uma região que vai desde as montanhas Altai na Manchúria (Nordeste da Ásia) estendendo-se para o Sul através das florestas da Índia, Burma e o Arquipélago Malaio.

## Subespécies
Existem 9 subespécies de cães-selvagens-asiáticos. 
| Subespécie               | Autoridade, ano               | Nomes                                       | Distribuição                                    | Notas              | Imagens |
| ------------------------ | ----------------------------- | ------------------------------------------- | ----------------------------------------------- | ------------------ | ------- |
| Cuon alpinus dukunensis  | (Sykes, 1831)                 | Dhole-indiano; cão-selvagem-indiano         | Península indiana até o sul do Rio Ganges       |                    |         |
| Cuon alpinus primaevus   | (Hodgson, 1833)               | Dhole-do-himalaia; cão-selvagem-do-himalaia | Himalaia e regiões do norte da Índia            |                    |         |
| Cuon alpinus laniger     | (Pocock, 1936)                | Dhole-da-caxemira; cão-selvagem-da-caxemira | Caxemira e Lhasa                                |                    |         |
| Cuon alpinus lepturus    | (Heude, 1892)                 | Dhole-do-sul-da-china; Dhole Kiangsi        | Sul da China                                    |                    |         |
| Cuon alpinus infuscus    | (Pocock, 1936)                | Dhole-indochinês; cão-selvagem-da-indochina | Tailândia, Laos, Camboja, Vietnam               |                    |         |
|                          |                               |                                             |                                                 |                    |         |
| Cuon alpinus sumatrensis | (Hardwicke, 1821)             | Dhole-de-sumatra; cão-selvagem-de-sumatra   | Ilha de Sumatra                                 |                    |         |
| Cuon aalpinus javanicus  | (Desmarest, 1820)             | Dhole-de-java; cão-selvagem-javanês         | Ilha de Java                                    |                    |         |
| Cuon alpinus alpinus     | (Pallas, 1811)                | Dhole-oriental; Dhole-de-Ussuri             | Extremo oriente russo, China, Tibete e Mongólia | A maior subespécie |         |
| Cuon alpinus hesperius   | (Afanasjev e Zoloratev, 1935) | Dhole-ocidental; Dhole Tien Shan            | Extremo leste russo e China                     |                    |         |